# بیگانه‌ای در شهر
بیگانه‌ای در شهر فیلمی به کارگردانی  و نویسندگی حسن هدایت ساختهٔ سال ۱۳۷۴ است.

## بازیگران
- احمد نجفی
- سوتلانا پروسی
- خسرو دستگیر
- اسفندیار مهرتاش
- لولا زارویچ
- میترا طباطبایی
- فرهاد خانمحمدی
- حبیب ثاینه
- مجید عبدالعظیمی
- ابراهیم بصیرت